# Audio Engineering Society
Audio Engineering Society (AES) je profesionální uskupení zvukových inženýrů, umělců, vědců a studentů věnujících se zvukovým technologiím. Jedná se o mezinárodní neziskovou organizaci se sídlem v New Yorku, která usiluje o sjednocení všech, které obor zvukových technologií zajímá. Dnes má přes 12 000 členů.
AES je zároveň aktivně zapojena do vytváření a údržby standardů v oblastech zvukové technologie, kreativního procesu nebo komunikace pomocí technologií.

## Historie
AES byla založena v roce 1948. Založení předcházely několikaměsíční diskuse o výhodách a nevýhodách vytvoření organizace tohoto rázu. S iniciativou pro založení přišel C. J. LeBel a rychle získal mezi ostatními profesionály v oboru podporu.

## Časopis
AES pravidelně vydává odborný časopis zaměřený výhradně na zvukovou technologii. Obsahuje technické články ze světa zvuku, inženýrské zprávy, novinky o patentech a produktech i informace o samotné organizaci. Časopis vychází desetkrát ročně a je dostupný všem členům AES.

## Standardy
AES Standards Committee (AESSC) se zapojila do vytváření a údržby standardů v roce 1977. Od té doby má na svědomí vytvoření přes 100 standardů hned v několika odvětvích zvukové technologie. Na vytváření a údržbě těchto standardů pracuje přes 1200 členů. AESSC spolupracuje s několika partnerskými organizacemi, včetně IEC, SMPTE nebo BSI.

### Významné AES standardy[8]
- AES3 (2-channel digital audio)
- AES10 (MADI)
- AES14 (analog XLR pin-out)
- AES67 (networked audio)

## Komunita
Plnohodnotné členství v AES může získat kdokoliv se zájmem o zvuk, kdo má vystudovaný titul ve zvukovém inženýrství. Členové mohou hlasovat ve volbách do společenství, dostanou kompletní přístup k elektronické knihovně a časopisu AES. Mohou si také zakoupit AES standardy za sníženou cenu. Členství v AES obdrželi například Ray Dolby, Bob Ludwig nebo Phil Ramone.

## Ocenění
AES pravidelně uděluje ocenění za úspěchy ve zvukovém inženýrství. Nejvyšším oceněním je AES Gold Medal, která byla od roku 1971 udělena celkem 39krát.